# Deutsche Leichtathletik-Meisterschaften 1996/Resultate
Der Hauptteil der Wettbewerbe bei den 96. Deutschen Leichtathletik-Meisterschaften wurde vom 21. bis zum 23. Juni 1996 in Köln ausgetragen.
In der hier vorliegenden Auflistung werden die in den verschiedenen Wettbewerben jeweils ersten acht platzierten Leichtathletinnen und Leichtathleten aufgeführt. Eine Übersicht mit den Medaillengewinnerinnen und -gewinnern sowie einigen Anmerkungen zu den Meisterschaften findet sich unter dem Link Deutsche Leichtathletik-Meisterschaften 1996.
Wie immer gab es zahlreiche Disziplinen, die zu anderen Terminen an anderen Orten stattfanden – in den folgenden Übersichten jeweils konkret benannt.

## Meisterschaftsresultate Männer

### 100 m
| Platz | Athlet, Verein                       | Zeit (s) |
| ----- | ------------------------------------ | -------- |
| 1     | Marc Blume (TV Wattenscheid 01)      | 10,16    |
| 2     | Michael Huke (TV Wattenscheid 01)    | 10,29    |
| 3     | Holger Blume (TV Wattenscheid 01)    | 10,41    |
| 4     | Robert Kurnicki (TV Wattenscheid 01) | 10,42    |
| 5     | Andreas Ruth (LC Rehlingen)          | 10,46    |
| 6     | Jörg Deerberg (TuS Eintracht Minden) | 10,51    |
| 7     | Steffen Görmer (TV Wattenscheid 01)  | 10,52    |
| 8     | Dirk Morawietz (LC Paderborn)        | 10,65    |

Datum: 21. Juni
Wind: −0,4 m/s

### 200 m
| Platz | Athlet, Verein                         | Zeit (s) |
| ----- | -------------------------------------- | -------- |
| 1     | Marc Blume (TV Wattenscheid 01)        | 20,49    |
| 2     | Robert Kurnicki (TV Wattenscheid 01)   | 20,68    |
| 3     | Alexander Lack (LT 85 Hannover)        | 20,75    |
| 4     | Andreas Ruth (LC Rehlingen)            | 20,84    |
| 5     | Florian Gamper (LAZ Bruchköbel)        | 21,01    |
| 6     | Tobias Dollase (Post SV Trier)         | 21,12    |
| 7     | Guido Kluth (LG Bayer Leverkusen)      | 21,23    |
| DSQ   | Michael Kutscher (LG Olympia Dortmund) |          |

Datum: 23. Juni
Wind: ±0,0 m/s

### 400 m
| Platz | Athlet, Verein                         | Zeit (s) |
| ----- | -------------------------------------- | -------- |
| 1     | Uwe Jahn (LAC Chemnitz)                | 45,86    |
| 2     | Thomas Schönlebe (LAC Chemnitz)        | 46,00    |
| 3     | Andreas Hein (LG Wetzlar)              | 46,07    |
| 4     | Kai Karsten (LG Braunschweig)          | 46,23    |
| 5     | Rico Lieder (LAC Chemnitz)             | 46,44    |
| 6     | Jens Dautzenberg (Alemannia Aachen)    | 46,63    |
| 7     | Alexander Müller (LAC Halensee Berlin) | 46,95    |
| 8     | Robert Meggle (DJK Friedberg)          | 47,11    |

Datum: 22. Juni

### 800 m
| Platz | Athlet, Verein                            | Zeit (min) |
| ----- | ----------------------------------------- | ---------- |
| 1     | Nico Motchebon (LAC Quelle Fürth/München) | 1:45,73    |
| 2     | Joachim Dehmel (LAC Quelle Fürth/München) | 1:45,96    |
| 3     | Mark Eplinius (LG SCC Nike Berlin)        | 1:46,15    |
| 4     | Oliver Poeschl (ASV Köln)                 | 1:46,57    |
| 5     | Alexander Adam (LG Bayer Leverkusen)      | 1:46,49    |
| 6     | Heiko Kupfer (VfL Waiblingen)             | 1:47,85    |
| 7     | Andreas Grollich (LAZ Mönchengladbach)    | 1:47,91    |
| 8     | Lars Jucken (TuS Köln rrh. 1874)          | 1:49,27    |

Datum: 23. Juni

### 1500 m
| Platz | Athlet, Verein                         | Zeit (min) |
| ----- | -------------------------------------- | ---------- |
| 1     | Dieter Baumann (LG Bayer Leverkusen)   | 3:37,36    |
| 2     | Rüdiger Stenzel (TV Wattenscheid 01)   | 3:37,55    |
| 3     | Steffen Teichmann (BSV Brandenburg)    | 3:41,05    |
| 4     | Michael Gottschalk (OSC Berlin)        | 3:41,79    |
| 5     | Torsten Herwig (OSC Berlin)            | 3:42,01    |
| 6     | Christoph Meyer (ASV Köln)             | 3:42,58    |
| 7     | Jens-Peter Herold (LG SCC Nike Berlin) | 3:42,72    |
| 8     | Mirko Döring (ASV Köln)                | 3:44,62    |

Datum: 22. Juni

### 5000 m
| Platz | Athlet, Verein                                  | Zeit (min) |
| ----- | ----------------------------------------------- | ---------- |
| 1     | Dieter Baumann (LG Bayer Leverkusen)            | 13:28,23   |
| 2     | Carsten Eich (SC DHfK Leipzig)                  | 13:30,43   |
| 3     | Martin Block (LG Bayer Leverkusen)              | 13:55,12   |
| 4     | Ansgar Lenfers (LG Olympia Dortmund)            | 13:55,31   |
| 5     | Thorsten Naumann (LAV Bayer Uerdingen/Dormagen) | 13:58,40   |
| 6     | Harald Höger (VfL Sindelfingen)                 | 13:58,68   |
| 7     | Michael Fietz (TV Wattenscheid 01)              | 13:59,34   |
| 8     | Jirka Arndt (LG Potsdam)                        | 13:59,73   |

Datum: 21. Juni

### 10.000 m
| Platz | Athlet, Verein                               | Zeit (min) |
| ----- | -------------------------------------------- | ---------- |
| 1     | Stéphane Franke (LG Salamander Kornwestheim) | 28:07,68   |
| 2     | Carsten Eich (SC DHfK Leipzig)               | 28:15,91   |
| 3     | Jens Karraß (LC Cottbus)                     | 29:15,28   |
| 4     | Michael Fietz (TV Wattenscheid 01)           | 29:20,88   |
| 5     | Christian Fischer (LG Wipperfürth)           | 29:25,74   |
| 6     | John Schondelmayer (SG Ludwigsburg)          | 29:27,56   |
| 7     | Stephan Jäger (SV Salamander Kornwestheim)   | 29:28,23   |
| 8     | Sebastian Bürklein (TV Wattenscheid 01)      | 29:28,69   |

Datum: 16. Mai
fand in Koblenz statt

### Halbmarathon
| Platz | Athlet, Verein                           | Zeit (h) |
| ----- | ---------------------------------------- | -------- |
| 1     | Stephan Freigang (LC Cottbus)            | 1:03:40  |
| 2     | Jens Karraß (LC Cottbus)                 | 1:04:28  |
| 3     | Heinz-Bernd Bürger (LG Bayer Leverkusen) | 1:04:31  |
| 4     | Michael Fietz (TV Wattenscheid 01)       | 1:05:17  |
| 5     | Eike Loch (LAC Quelle Fürth/München)     | 1:05:21  |
| 6     | Steffen Benecke (TSG Bergedorf)          | 1:05:26  |
| 7     | Martin Block (LG Bayer Leverkusen)       | 1:05:28  |
| 8     | Dirk Schinkoreit (LC Cottbus)            | 1:05:30  |

Datum: 31. März
fand in Kaiserslautern statt

### Halbmarathon, Mannschaftswertung
| Platz | Verein, Besetzung                                                               | Zeit (h) |
| ----- | ------------------------------------------------------------------------------- | -------- |
| 1     | LC Cottbus (Stephan Freigang, Jens Karraß, Dirk Schinkoreit)                    | 3:13:38  |
| 2     | LG Bayer Leverkusen (Heinz-Bernd Bürger, Martin Block, Krischer)                | 3:20:45  |
| 3     | LAV Bayer Uerdingen/Dormagen (Roland Emmerich, Claus Seifert, Holger Ahrenberg) | 3:22:41  |
| 4     | TSG Bergedorf (Steffen Benecke, Dr. Detlef Nachtigall, Andreas Hünerberg)       | 3:22:43  |
| 5     | LAG Siegen (Michael Loos, Dieter Müller, Thomas Brauckmann)                     | 3:22:55  |
| 6     | LG Regensburg (Josef Oefele, Helmut Lobinger, Helmut Strobl)                    | 3:23:50  |
| 7     | TV Geiselhöring (Michael Braun, Walter Blaschke, Hans Beck)                     | 3:24:36  |
| 8     | SG Adelsberg (Heiko Schinkitz, Andre Singer, Axel Petzsch)                      | 3:25:22  |

Datum: 31. März
fand in Kaiserslautern statt

### Marathon
| Platz | Athlet, Verein                          | Zeit (h) |
| ----- | --------------------------------------- | -------- |
| 1     | Steffen Dittmann (LC Solbad Ravensberg) | 2:16:03  |
| 2     | Hans Hopfner (LLC Marathon Regensburg)  | 2:16:24  |
| 3     | Heiko Schinkitz (SG Adelsberg)          | 2:17:13  |
| 4     | Eike Loch (LAC Quelle Fürth/München)    | 2:17:28  |
| 5     | Robert Langfeld (LG Göttingen)          | 2:18:28  |
| 6     | Jürgen Kerl (LG Göttingen)              | 2:18:37  |
| 7     | Michael Fietz (TV Wattenscheid 01)      | 2:18:43  |
| 8     | Steffen Benecke (TSG Bergedorf)         | 2:20:11  |

Datum: 29. September
fand im Rahmen des Berlin-Marathons statt

### Marathon, Mannschaftswertung
| Platz | Verein, Besetzung                                                       | Zeit (h) |
| ----- | ----------------------------------------------------------------------- | -------- |
| 1     | SG Adelsberg (Heiko Schinkitz, Carsten Merz, Axel Petzsch)              | 7:07:42  |
| 2     | LLC Marathon Regensburg (Johann Hopfner, Peter Ertl, Ulf Sengenberger)  | 7:17:37  |
| 3     | LG Göttingen (Jürgen Kerl, Axel Wölk, Wilhelm Gräber)                   | 7:18:13  |
| 4     | TV Geiselhöring 1862 (Michael Braun, Robert Völkl, Reinhold Hierlmeier) | 7:21:10  |
| 5     | LG Bonn/Troisdorf/Niederkassel (Thomas Lang, Ralf Radke, Olaf Möller)   | 7:22:06  |
| 6     | LG Düsseldorf (Manuel Fernandez, Ralf-Peter Schön, Uwe Pelzer)          | 7:22:07  |
| 7     | LG Regensburg (Helmut Strobl, Josef Oefele, Ingo Böttcher)              | 7:23:48  |
| 8     | LG Frankfurt (Ulrich Wolf, Rainer Hilt, Oliver Majchrzak)               | 7:26:33  |

Datum: 29. September
fand im Rahmen des Berlin-Marathons statt

### 100-km-Straßenlauf
| Platz | Athlet, Verein                           | Zeit (h) |
| ----- | ---------------------------------------- | -------- |
| 1     | Kazimierz Bak (MTP Hersbruck)            | 6:34:18  |
| 2     | Michael Sommer (Eichenkreuz Schwaikheim) | 6:46:20  |
| 3     | Ulrich Amborn (LG Offenbach)             | 6:49:41  |
| 4     | Jörg Hooß (LTF Marpingen)                | 7:02:47  |
| 5     | Robert Feller (LTF Marpingen)            | 7:21:00  |
| 6     | Klaus Rawe (SG Wenden)                   | 7:26:56  |
| 7     | Jörn Unterseher (TSV 1877 Gerbrunn)      | 7:32:13  |
| 8     | Johannes Grittner (LG Braunschweig)      | 7:32:39  |

Datum: 19. Oktober
fand in Rodenbach (bei Hanau) statt

### 100-km-Straßenlauf, Mannschaftswertung
| Platz | Verein, Besetzung                                                         | Zeit (h) |
| ----- | ------------------------------------------------------------------------- | -------- |
| 1     | LTF Marpingen (Jörg Hooß, Robert Feller, Stefan Feller)                   | 22:15:10 |
| 2     | Eichenkreuz Schwaikheim (Michael Sommer, Thomas Gerst, Jochen Beurer)     | 22:45:12 |
| 3     | SuS Schalke 96 (Wolfgang Thamm, Ludger Garding, Klaus Jacob)              | 23:35:14 |
| 4     | LG Braunschweig (Johannes Grittner, Manfred Weiß, Heinrich Rummel)        | 23:57:38 |
| 5     | TV Lebach (Richard Kallenborn, Ottmar Schwarz, Otto Penkhues)             | 24:46:18 |
| 6     | SV Germania Helmstedt (Rainer Lindemann, Eberhard Frixe, Wolfgang Henze)  | 25:31:09 |
| 7     | LG Kreis Neuss (Ferdinand Tiggelkamp, Walter Hantke, Wilhelm Anderhalden) | 25:32:12 |
| 8     | LT Endingen (Peter Klorer, Otmar Kaufmann, Peter Schopferer)              | 25:58:49 |

Datum: 19. Oktober
fand in Rodenbach (bei Hanau) statt

### 110 m Hürden
| Platz | Athlet, Verein                                 | Zeit (s) |
| ----- | ---------------------------------------------- | -------- |
| 1     | Florian Schwarthoff (LAC Quelle Fürth/München) | 13,20    |
| 2     | Claude Edorh (ASV Köln)                        | 13,47    |
| 3     | Eric Kaiser (MTG Mannheim)                     | 13,49    |
| 4     | Dietmar Koszewski (LAC Halensee Berlin)        | 13,62    |
| 5     | Falk Balzer (TuS Jena)                         | 13,64    |
| 6     | Jérôme Crews (MTG Mannheim)                    | 13,87    |
| 7     | Ralf Ruth (LC Rehlingen)                       | 13,89    |
| 8     | Sven Göhler (LG Potsdam)                       | 14,08    |

Datum: 23. Juni
Wind: +0,5 m/s

### 400 m Hürden
| Platz | Athlet, Verein                        | Zeit (s) |
| ----- | ------------------------------------- | -------- |
| 1     | Steffen Kolb (LG Offenburg)           | 50,17    |
| 2     | Stefan Striezel (TV Wattenscheid 01)  | 50,43    |
| 3     | Daniel Blochwitz (LG Ohra Hörsel)     | 50,72    |
| 4     | Michael Kaul (USC Mainz)              | 51,21    |
| 5     | Markus Diemand (SV Neckarsulm)        | 51,49    |
| 6     | Sven Timmermann (LG Olympia Dortmund) | 51,82    |
| 7     | Andreas Adams (LG Bayer Leverkusen)   | 52,89    |
| DNF   | Michael Grün (LG Bayer Leverkusen)    |          |

Datum: 23. Juni

### 3000 m Hindernis
| Platz | Athlet, Verein                              | Zeit (min) |
| ----- | ------------------------------------------- | ---------- |
| 1     | Steffen Brand (LG Bayer Leverkusen)         | 8:24,09    |
| 2     | Martin Strege (ESC Erfurt)                  | 8:25,14    |
| 3     | Mark Ostendarp (TV Wattenscheid 01)         | 8:26,01    |
| 4     | Kim Bauermeister (LG VfB/Kickers Stuttgart) | 8:29,57    |
| 5     | André Green (LG Wedel-Pinneberg)            | 8:37,29    |
| 6     | Andreas Fischer (LG Braunschweig)           | 8:39,03    |
| 7     | Uwe Pflügner (ESC Erfurt)                   | 8:43,05    |
| 8     | Christian Knoblich (SV Preußen Berlin)      | 8:44,57    |

Datum: 23. Juni

### 4 × 100 m Staffel
| Platz | Verein, Besetzung                                                                      | Zeit (s) |
| ----- | -------------------------------------------------------------------------------------- | -------- |
| 1     | TV Wattenscheid 01 (Holger Blume, Marc Blume, Michael Huke, Robert Kurnicki)           | 39,22    |
| 2     | LC Rehlingen (Ralf Ruth, Roger Gräber, Andreas Ruth, Uwe Eisenbeis)                    | 39,61    |
| 3     | LT 85 Hannover (Alexander Kosenkow, Ingo Volkmann, Alexander Lack, Alexander Vey)      | 39,98    |
| 4     | VfL Sindelfingen (Wolfram Ebner, Holger Vogelsang, Michael Schwab, Marcus Skupin-Alfa) | 40,31    |
| 5     | TV Wattenscheid 01 (Rafael Gruszecki, Steffen Görmer, Andreas Schofer, André Ernst)    | 40,71    |
| 6     | Eintracht Frankfurt (Thomas, Alexander Stöckel, Christian Geiser, Holger Kunz)         | 40,88    |
| 7     | SV Saar 05 Saarbrücken (Klaus Brocker, Werner Klein, Dietmar Schlemmer, Gerald Aust)   | 41,13    |
| DNF   | LG Bayer Leverkusen (Schirp, Daniel Bittner, Guido Kluth, Dr. Frank Kobor)             |          |

Datum: 22. Juni

### 4 × 400 m Staffel
| Platz | Verein, Besetzung                                                                          | Zeit (min) |
| ----- | ------------------------------------------------------------------------------------------ | ---------- |
| 1     | LAC Chemnitz (Jens Carlowitz, Rico Lieder, Uwe Jahn, Thomas Schönlebe)                     | 3:05,14    |
| 2     | LG Bayer Leverkusen (Daniel Bittner, Markus Rau, Andreas Adam, Julian Voelkel)             | 3:07,00    |
| 3     | LG Braunschweig (Lars Dethlefs, Kai Karsten, Jörg Teichler, Markus Diekmann)               | 3:07,82    |
| 4     | LAC Halensee Berlin (Gero Troost von Schele, Jan Lenzke, Marco Seidler, Alexander Müller)  | 3:07,87    |
| 5     | LAC Quelle Fürth/München (Gregor Omonsky, Norbert Wörlein, Peter Neumaier, Nico Motchebon) | 3:08,34    |
| 6     | LG Olympia Dortmund (Michael Kutscher, Bodo Unger, Olaf Hense, Christian Konieczny)        | 3:10,27    |
| 7     | VfL Sindelfingen (Holger Lutz, Bernd Koschka, Ulrich Zimmer, Michael Schwab)               | 3:10:47    |
| 8     | DJK Friedberg (Josef Forster, Robert Meggle, Siegfried Kühner, Stefan Rosenberg)           | 3:11,96    |

Datum: 23. Juni

### 4 × 800 m Staffel
| Platz | Verein, Besetzung                                                                     | Zeit (min) |
| ----- | ------------------------------------------------------------------------------------- | ---------- |
| 1     | LG SCC Nike Berlin (Thomas Bobbert, Jens-Peter Herold, Thomas Kreutz, Mark Eplinius)  | 7:22,22    |
| 2     | ASV Köln I (Manfred Wollersheim, Christian Ermert, Christoph Meyer, Oliver Poeschl)   | 7:22,23    |
| 3     | LAG Mittlere Isar (Stephan Eberle, Marcus Schlecht, German Hehn, Oliver Daum)         | 7:23,88    |
| 4     | LG Karlsruhe (Michael Wullings, Thorsten Hauck, Daniel Gier, Daniel Holzinger)        | 7:30,29    |
| 5     | ART Düsseldorf (Uwe Bergmann, Christof Große-Rhode, Frank van Thiel, Imram Sillah)    | 7:31,67    |
| 6     | SV Saar 05 Saarbrücken (Michael Reis, Patrick Altmeyer, Alexander Bick, Marcus Brede) | 7:35,18    |
| 7     | ASV Köln II (Sascha Fassbender, Ralf Neimeke, Christian Schorr, Jürgen Kopp)          | 7:38,44    |
| 8     | TuS Köln rrh. 1874 (Thomas Heck, Stephan Waage, Rana Bhattacharjee, Lars Jucken)      | 7:39,77    |

Datum: 7. Juli
fand in Erfurt im Rahmen der Deutschen Jugendmeisterschaften statt

### 4 × 1500 m Staffel
| Platz | Verein, Besetzung                                                                                | Zeit (min) |
| ----- | ------------------------------------------------------------------------------------------------ | ---------- |
| 1     | ASV Köln (Oliver Klug, Gerd Schäfer, Mirko Döring, Christoph Meyer)                              | 15:24,69   |
| 2     | TV Wattenscheid 01 (Felix Leiter, Daniel Elferich, Carsten Schütz, Mark Ostendarp)               | 15:24,91   |
| 3     | ESC Erfurt (Fromm, Uwe Pflügner, Martin Strege, Dominique Löser)                                 | 15:24,93   |
| 4     | OSC Berlin (Uwe Raasch, Torsten Herwig, Thomas Stoffer, Michael Gottschalk)                      | 15:46,47   |
| 5     | TV Schriesheim (Paul Becher, Ralf Wodopia, Christian Stang, Jörg Haas)                           | 15:52,99   |
| 6     | LG Braunschweig (Dirk Loose, Andreas Fischer, Christian Husmann, Jörn Wagner)                    | 15:53,90   |
| 7     | ASC Darmstadt (Michael Heist, Jan Neiser, Oliver Schöppl, Steffen Brandis)                       | 15:55,40   |
| 8     | LAV Bayer Uerdingen/Dormagen (Roland Weyermann, Holger Ahrenberg, Thorsten Naumann, André Kirch) | 15:58,86   |

Datum: 7. Juli
fand in Erfurt im Rahmen der Deutschen Jugendmeisterschaften statt

### 20-km-Gehen
| Platz | Athlet, Verein                           | Zeit (h) |
| ----- | ---------------------------------------- | -------- |
| 1     | Robert Ihly (LG Offenburg)               | 1:21:40  |
| 2     | Nischan Daimer (OSC München)             | 1:21:48  |
| 3     | Axel Noack (OSC Berlin)                  | 1:22:18  |
| 4     | Andreas Erm (Berliner SC)                | 1:24:13  |
| 5     | Michael Lohse (LAC Quelle Fürth/München) | 1:25:46  |
| 6     | Markus Pauly (Boxring Atlas Leipzig)     | 1:26:51  |
| 7     | Mike Trautmann (LGV Gleina)              | 1:27:45  |
| 8     | Steffen Borsch (Kali Wolmirstedt)        | 1:27:54  |

Datum: 23. Juni

### 20-km-Gehen, Mannschaftswertung
| Platz | Verein, Besetzung                                                   | Zeit (h) |
| ----- | ------------------------------------------------------------------- | -------- |
| 1     | Berliner SC (Andreas Erm, Volker Umlauft, Gregor Neumann)           | 4:30:55  |
| 2     | LGV Gleina (Mike Trautmann, Denis Trautmann, Markus Heft)           | 4:31:53  |
| 3     | LAC Quelle Fürth/München (Michael Lohse, Ralf Rose, Alfons Schwarz) | 4:31:54  |
| 4     | ASV Erfurt (Ronald Papst, Karsten Staedler, Carsten Roland)         | 4:53:52  |

Datum: 23. Juni
nur 4 Mannschaften in der Wertung

### 50-km-Gehen
| Platz | Athlet, Verein                          | Zeit (h) |
| ----- | --------------------------------------- | -------- |
| 1     | Ronald Weigel (LAC Halensee Berlin)     | 3:51:46  |
| 2     | Axel Noack (OSC Berlin)                 | 3:55:19  |
| 3     | Thomas Wallstab (TSV Erfurt)            | 5:55:50  |
| 4     | Peter Zanner (LAC Quelle Fürth/München) | 4:01:15  |
| 5     | Denis Trautmann (LGV Gleina)            | 4:10:40  |
| 6     | Volkmar Scholz (Berliner SV 1892)       | 4:13:02  |
| 7     | Steffen Borsch (Kali Wolmirstedt)       | 4:21:02  |
| 8     | Denis Franke (TB Bad Krozingen)         | 4:23:54  |

Datum: 28. April
fand in Naumburg (Saale) statt

### 50-km-Gehen, Mannschaftswertung
| Platz | Verein, Besetzung                                                         | Zeit (h) |
| ----- | ------------------------------------------------------------------------- | -------- |
| 1     | LAC Quelle Fürth/München (Peter Zanner, Alfons Schwarz, Hardy Koschollek) | 13:34:39 |
| 2     | ASV Erfurt (Ronald Papst, Karsten Staedler, Horst Kiepert)                | 15:55:28 |

Datum: 28. April
fand in Naumburg (Saale) statt
nur 2 Mannschaften in der Wertung

### Hochsprung
| Platz | Athlet, Verein                         | Höhe (m) |
| ----- | -------------------------------------- | -------- |
| 1     | Wolfgang Kreißig (MTG Mannheim)        | 2,24     |
| 2     | Martin Buß (LAC Halensee Berlin)       | 2,21     |
| 3     | Jochen Schmälzle (TSG Reutlingen)      | 2,18     |
| 4     | Ralf Sonn (TSG Weinheim)               | 2,18     |
| 4     | Christian Rhoden (LG Bayer Leverkusen) | 2,18     |
| 6     | Kristofer Lamos (ABC Ludwigshafen)     | 2,14     |
| 7     | Markus Portscher (TG Würzburg)         | 2,10     |
| 8     | Maik Diele (TuS Jena)                  | 2,10     |
| 8     | Torsten Marschner (LG Frankfurt)       | 2,10     |

Datum: 23. Juni

### Stabhochsprung
| Platz | Athlet, Verein                                | Höhe (m) |
| ----- | --------------------------------------------- | -------- |
| 1     | Michael Stolle (LG Bayer Leverkusen)          | 5,70     |
| 2     | Andrei Tivontschik (VT Zweibrücken)           | 5,60     |
| 3     | Tim Lobinger (LG Bayer Leverkusen)            | 5,50     |
| 4     | Danny Ecker (LG Bayer Leverkusen)             | 5,40     |
| 5     | Edward Klaus (LG Bayer Leverkusen)            | 5,30     |
| 6     | Marc Osenberg (LG Bayer Leverkusen)           | 5,30     |
| 7     | Michael Kühnke (LG Bayer Leverkusen)          | 5,20     |
| 8     | Lars Börgeling (LAV Bayer Uerdingen/Dormagen) | 5,20     |

Datum: 22. Juni

### Weitsprung
| Platz | Athlet, Verein                                 | Weite (m) |
| ----- | ---------------------------------------------- | --------- |
| 1     | Dietmar Haaf (LG Salamander Kornwestheim)      | 7,91      |
| 2     | Holger Ullrich (LG Offenburg)                  | 7,79      |
| 3     | Volker Ehmann (LAV Bayer Uerdingen/Dormagen)   | 7,77      |
| 4     | Thorsten Heide (TK Hannover)                   | 7,68      |
| 5     | Marco Kummle (TV Wehr)                         | 7,62      |
| 6     | Yancey Hilliard (ASV Köln)                     | 7,47      |
| 7     | André Müller (LAC Quelle Fürth/München)        | 7,33      |
| 8     | Wolfgang Montag (LAV Bayer Uerdingen/Dormagen) | 7,25      |

Datum: 23. Juni

### Dreisprung
| Platz | Athlet, Verein                                   | Weite (m) |
| ----- | ------------------------------------------------ | --------- |
| 1     | Charles Friedek (LG Bayer Leverkusen)            | 17,10     |
| 2     | Volker Ehmann (LAV Bayer Uerdingen/Dormagen)     | 16,62     |
| 3     | Volker Mai (SC Neubrandenburg)                   | 16,44     |
| 4     | André Ernst (TV Wattenscheid 01)                 | 16,35     |
| 5     | Jens Schweitzer (Eintracht Frankfurt)            | 16,08     |
| 6     | Sylvio Rietschler (Kieler TB)                    | 15,50     |
| 7     | Thomas Scislowski (LAV Bayer Uerdingen/Dormagen) | 15,46     |
| 8     | Mathias Hujo (TSV Erfurt)                        | 15,43     |

Datum: 22. Juni
Charles Friedeks Siegesweite von 17,10 m bedeutete neue deutsche Jahresbestleistung.

### Kugelstoßen
| Platz | Athlet, Verein                         | Weite (m) |
| ----- | -------------------------------------- | --------- |
| 1     | Oliver-Sven Buder (TV Wattenscheid 01) | 20,53     |
| 2     | Dirk Urban (LG Wedel-Pinneberg)        | 19,84     |
| 3     | Michael Mertens (LG Göttingen)         | 19,73     |
| 4     | Jonny Reinhardt (TV Wattenscheid 01)   | 19,59     |
| 5     | Oliver Dück (LAC Quelle Fürth/München) | 19,44     |
| 6     | Andy Dittmar (LG Ohra Hörsel)          | 18,72     |
| 7     | Ralf Kahles (MTG Mannheim)             | 18,33     |
| 8     | Stefan Pöhn (TV Zwiesel)               | 17,77     |

Datum: 21. Juni

### Diskuswurf
| Platz | Athlet, Verein                              | Weite (m) |
| ----- | ------------------------------------------- | --------- |
| 1     | Lars Riedel (LAC Chemnitz)                  | 69,02     |
| 2     | Michael Möllenbeck (Eintracht Frankfurt)    | 64,96     |
| 3     | Andreas Seelig (USC Mainz)                  | 63,62     |
| 4     | Jürgen Schult (Schweriner SC)               | 62,98     |
| 5     | Markus Tschiers (LAC Quelle Fürth/München)  | 59,60     |
| 6     | Marco Jakobs (LAV Bayer Uerdingen/Dormagen) | 58,76     |
| 7     | Michael Lischka (LG VfB/Kickers Stuttgart)  | 58,10     |
| 8     | Carsten Kufahl (TV Wattenscheid 01)         | 58,06     |

Datum: 23. Juni

### Hammerwurf
| Platz | Athlet, Verein                                | Weite (m) |
| ----- | --------------------------------------------- | --------- |
| 1     | Karsten Kobs (TV Wattenscheid 01)             | 78,92     |
| 2     | Heinz Weis (LG Bayer Leverkusen)              | 78,84     |
| 3     | Claus Dethloff (LG Bayer Leverkusen)          | 76,58     |
| 4     | Holger Klose (Eintracht Frankfurt)            | 75,12     |
| 5     | Kay Maybach (LAV Bayer Uerdingen/Dormagen)    | 75,10     |
| 6     | Alexander Sporrer (LAC Quelle Fürth/München)  | 74,16     |
| 7     | Thomas Neumann (LAV Bayer Uerdingen/Dormagen) | 71,48     |
| 8     | Ralf Jossa (SV Herzberg)                      | 70,88     |

Datum: 22. Juni
Mit 78,92 m stellte Karsten Kobs eine neue deutsche Jahresbestleistung auf.

### Speerwurf
| Platz | Athlet, Verein                                | Weite (m) |
| ----- | --------------------------------------------- | --------- |
| 1     | Raymond Hecht (SC Magdeburg)                  | 89,34     |
| 2     | Peter Blank (Eintracht Frankfurt)             | 88,12     |
| 3     | Boris Henry (SV Saar 05 Saarbrücken)          | 84,34     |
| 4     | Andreas Linden (LAV Bayer Uerdingen/Dormagen) | 78,24     |
| 5     | Oliver Zschunke (LG Wipperfürth)              | 76,64     |
| 6     | Peter Esenwein (SV Salamander Kornwestheim)   | 75,14     |
| 7     | Oliver Mehl (LG Kreis Ebersberg)              | 74,56     |
| 8     | Christian Nikolay (TuS Rot-Weiß Koblenz)      | 74,30     |

Datum: 21. Juni

### Zehnkampf
| Platz | Athlet, Verein                        | Leistung (Pkte) |
| ----- | ------------------------------------- | --------------- |
| 1     | Michael Kohnle (SSV Ulm 1846)         | 8008            |
| 2     | Bernhard Floder (VfL Kaufering)       | 7804            |
| 3     | Gerald Bayer (LG Altmühl/Jura)        | 7684            |
| 4     | Christian Gröninger (LG Sempt)        | 7566            |
| 5     | Stefan Diebler (TuS Jena)             | 7532            |
| 6     | Michael Berndt (LAC Saarlouis)        | 7352            |
| 7     | Christof Reuber (LG Bayer Leverkusen) | 7343            |
| 8     | Georg Zwirner (LG Bayer Leverkusen)   | 7122            |

Datum: 8./9. September
fand in Vaterstetten statt
Zunächst hatte Stefan Schmid (LG Karlstadt) den Wettkampf mit sehr guten 8478 Punkten gewonnen. Er wurde jedoch nachträglich wegen einer positiven Dopingprobe mit Spuren des Schmerzmittels Dextropropoxyphen disqualifiziert.

### Zehnkampf, Mannschaftswertung
| Platz | Verein, Besetzung                                                   | Leistung (Pkte) |
| ----- | ------------------------------------------------------------------- | --------------- |
| 1     | VfL Kaufering (Bernhard Floder, Florian Schönbeck, Jochen Hegewald) | 22.796          |
| 2     | SSV Ulm 1846 (Michael Kohnle, Stefan Vogt, Christian Franz)         | 22.796          |
| 3     | LG Bayer Leverkusen (Christof Reuber, Georg Zwirner, Lars Knut)     | 21.295          |
| 4     | LG Sempt (Christian Gröninger, Thomas Stewens, Ralf Wagner)         | 21.255          |
| 5     | OSC Berlin (Axel Sacharowitz, Jochen Kohlhaas, Christian Haase)     | 20.854          |
| 6     | LG Lauf/Pegnitzgrund (Thomas Lang, Stefan Baas, Robert Meelich)     | 19.684          |

Datum: 8./9. September
fand in Vaterstetten statt
keine weiteren Mannschaften in der Wertung
Zunächst hatte die (LG Karlstadt) mit 21.545 Punkten den dritten Platz belegt. Dem Team gehörte neben Oliver Mayer und Matthias Guckenberger auch Stefan Schmid an, der zunächst den Zehnkampf gewonnen hatte, jedoch nachträglich wegen einer positiven Dopingprobe mit Spuren des Schmerzmittels Dextropropoxyphen disqualifiziert wurde. Somit musste auch die Teamleistung der LG Karlstadt aus der Wertung genommen werden.

### CrosslaufMittelstrecke –3,5 km
| Platz | Athlet, Verein                            | Zeit (min) |
| ----- | ----------------------------------------- | ---------- |
| 1     | Rüdiger Stenzel (TV Wattenscheid 01)      | 10:17      |
| 2     | Michael Gottschalk (OSC Berlin)           | 10:18      |
| 3     | Sebastian Bürklein (TV Wattenscheid 01)   | 10:19      |
| 4     | Mark Blockhaus (ART Düsseldorf)           | 10:25      |
| 5     | Jirka Arndt (LG Potsdam)                  | 10:30      |
| 6     | Jörn Wagner (LG Braunschweig)             | 10:31      |
| 7     | Leo Darko (LAC Quelle Fürth/München)      | 10:32      |
| 8     | Joachim Dehmel (LAC Quelle Fürth/München) |            |

Datum: 30. November/1. Dezember
fand in Hamburg statt

### CrosslaufMittelstrecke –3,5 km, Mannschaftswertung
| Platz | Verein, Besetzung                                                         | Platzziffer |
| ----- | ------------------------------------------------------------------------- | ----------- |
| 1     | TV Wattenscheid 01 (Rüdiger Stenzel, Sebastian Bürklein, Daniel Elferich) | 014         |
| 2     | LAC Quelle Fürth/München (Leo Darko, Joachim Dehmel, Alexander Dehmel)    | 038         |
| 3     | SVO Germaringen (Jörg Kunstmann, Philipp Kehl, Richard Negele)            | 051         |
| 4     | LG Braunschweig (Rainer Huth, Cord Husmann, Marco Rohrer)                 | 055         |
| 5     | LG Ratio Münster (Heiko Schulze, Plätzer, Schitt)                         | 077         |
| 6     | ART Düsseldorf (Mark Blockhaus, Bergmann, Frank van Thiel)                | 093         |
| 7     | MTV Soltau (Thorsten Witte, Rainer Jahnke, Thomas Gerken)                 | 105         |
| 8     | ASV Köln (Oliver Poeschl, Oliver Klug, Gerd Schäfer)                      | 113         |

Datum: 30. November/1. Dezember
fand in Hamburg statt

### CrosslaufLangstrecke –9,0 km
| Platz | Athlet, Verein                                  | Zeit (min) |
| ----- | ----------------------------------------------- | ---------- |
| 1     | Uwe König (LG SCC Nike Berlin)                  | 26:31      |
| 2     | Christian Fischer (LG Wipperfürth)              | 26:37      |
| 3     | Steffen Dittmann (LC Solbad Ravensberg)         | 26:55      |
| 4     | Michael Loth (SV Saar 05 Saarbrücken)           | 26:55      |
| 5     | Burkhard Wrenger (SC Empor Rostock)             | 26:56      |
| 6     | Carsten Arndt (SSC Hanau-Rodenbach)             | 27:04      |
| 7     | Holger Ahrenberg (LAV Bayer Uerdingen/Dormagen) | 27:06      |
| 8     | Rainer Wachenbrunner (LG SCC Nike Berlin)       | 27:08      |

Datum: 30. November/1. Dezember
fand in Hamburg statt

### CrosslaufLangstrecke –9,0 km, Mannschaftswertung
| Platz | Verein, Besetzung                                                                | Platzziffer |
| ----- | -------------------------------------------------------------------------------- | ----------- |
| 1     | LG SCC Nike Berlin (Uwe König, Rainer Wachenbrunner, Jan Diekow)                 | 22          |
| 2     | LAV Bayer Uerdingen/Dormagen (Holger Ahrenberg, Frank Schnabel, Roland Emmerich) | 55          |
| 3     | LTT Dorsten (Bernd Schapdick, Frank Schouren, Rainer Seemann)                    | 61          |
| 4     | SSC Hanau-Rodenbach (Carsten Arndt, Jochen Blind, Vincenzo Leanza)               | 68          |
| 5     | SV Saar 05 Saarbrücken (Michael Loth, Markus Hilt, Alfred Knickenberg)           | 71          |
| 6     | LG Olympia Dortmund (Ansgar Lenfers, Jens Wilky, Markus Kuhlmann)                | 72          |
| 7     | LC Solbad Ravensberg (Steffen Dittmann, Jörn Strotmann, Dirk Strotmann)          | 81          |
| 8     | TSG Bergedorf (Steffen Benecke, Andreas Nachtigall, Andreas Hünerberg)           | 92          |

Datum: 30. November/1. Dezember
fand in Hamburg statt

### Berglauf8,9 km
| Platz | Athlet, Verein                         | Zeit (min) |
| ----- | -------------------------------------- | ---------- |
| 1     | Guido Dold (LT Furtwangen)             | 43:56,6    |
| 2     | Martin Sambale (SVO Germaringen)       | 44:13,0    |
| 3     | Michael Scheytt (VfL Sindelfingen)     | 44:33,6    |
| 4     | Philipp Kehl (SVO Germaringen)         | 44:59,6    |
| 5     | Jörg Leipner (TV Isny)                 | 45:40,6    |
| 6     | Peter Gehmacher (LG Chiemgau-Süd)      | 46:04,9    |
| 7     | Dirk Debertin (LC Breisgau)            | 45:51,9    |
| 8     | Christian Schönberger (DJK Gleiritsch) | 46:08,4    |

Datum 29. September
fand in Bergen (Chiemgau) im Rahmen des Hochfellnberglaufs statt

### Berglauf8,9 km, Mannschaftswertung
| Platz | Verein, Besetzung                                                   | Platzziffer |
| ----- | ------------------------------------------------------------------- | ----------- |
| 1     | SVO Germaringen I (Martin Sambale, Philipp Kehl, Paul Deuritz)      | 16          |
| 2     | TV Isny (Jörg Leipner, Michael Lingg, Hörmann)                      | 52          |
| 3     | LT Furtwangen (Guido Dold, Winfried Thurner, Matthias Strunz)       | 57          |
| 4     | SVO Germaringen II (Markus Seiler, Reinhold Mayer, Michael Römer)   | 58          |
| 5     | TSV Burghaslach (Hubert Schneider, Günter Wittmann, Thomas Zeh)     | 64          |
| 6     | LC Chiemsee-Steigenberger (Söll, Zech, Riedlberger)                 | 82          |
| 7     | LC Breisgau (Dirk Debertin, Jenne, Gasse)                           | 82          |
| 8     | LG Chiemgau-Süd (Peter Gehmacher, Josef Schneider, Franz Haselbeck) | 92          |

Datum 29. September
fand in Bergen (Chiemgau) im Rahmen des Hochfellnberglaufs statt

## Meisterschaftsresultate Frauen

### 100 m
| Platz | Athletin, Verein                         | Zeit (s) |
| ----- | ---------------------------------------- | -------- |
| 1     | Melanie Paschke (TV Wattenscheid 01)     | 11,06    |
| 2     | Andrea Philipp (LG Olympia Dortmund)     | 11,25    |
| 3     | Silke Lichtenhagen (LG Bayer Leverkusen) | 11,34    |
| 4     | Esther Möller (LBV Phönix Lübeck)        | 11,48    |
| 5     | Gabriele Becker (LAZ Bruchköbel)         | 11,57    |
| 6     | Birgit Rockmeier (LAG Mittlere Isar)     | 11,58    |
| 7     | Gabi Rockmeier (LAG Mittlere Isar)       | 11,60    |
| 8     | Andrea Bethge (LT 85 Hannover)           | 11,69    |

Datum: 21. Juni
Wind: +0,6 m/s
 Mit ihren 11,06 s stellte Melanie Paschke eine neue deutsche Jahresbestleistung auf.

### 200 m
| Platz | Athletin, Verein                           | Zeit (s) |
| ----- | ------------------------------------------ | -------- |
| 1     | Melanie Paschke (TV Wattenscheid 01)       | 22,64    |
| 2     | Silke Lichtenhagen (LG Bayer Leverkusen)   | 23,19    |
| 3     | Gabi Rockmeier (LAG Mittlere Isar)         | 23,42    |
| 4     | Birgit Rockmeier (LAG Mittlere Isar)       | 23,60    |
| 5     | Shanta Ghosh (LG DJK Erbach/St.Ingbert)    | 23,77    |
| 6     | Andrea Schmidt (SSV Ulm 1846)              | 23,94    |
| 7     | Angelika Haggenmüller (TSV Wolfratshausen) | 24,31    |
| 8     | Sabrina Mulrain (Rumelner TV)              | 24,43    |

Datum: 23. Juni
Wind: ±0,0 m/s

### 400 m
| Platz | Athletin, Verein                  | Zeit (s) |
| ----- | --------------------------------- | -------- |
| 1     | Grit Breuer (LT 85 Hannover)      | 51,18    |
| 2     | Anja Rücker (TuS Jena)            | 51,66    |
| 3     | Karin Janke (VfL Wolfsburg)       | 52,08    |
| 4     | Anke Feller (LG Bayer Leverkusen) | 52,46    |
| 5     | Uta Rohländer (TSV Erfurt)        | 52,85    |
| 6     | Anja Knippel (TSV Erfurt)         | 53,66    |
| 7     | Sonja Wilmsmeyer (LC Breisgau)    | 54,22    |
| 8     | Peggy Müller (SV Preußen Berlin)  | 54,67    |

Datum: 22. Juni

### 800 m
| Platz | Athletin, Verein                        | Zeit (min) |
| ----- | --------------------------------------- | ---------- |
| 1     | Linda Kisabaka (LG Bayer 04 Leverkusen) | 2:00,94    |
| 2     | Sylvia Kühnemund (SV Halle)             | 2:03,06    |
| 3     | Marlies Hartlieb (OSC Berlin)           | 2:04,70    |
| 4     | Simone Beutelsbacher (VfL Sindelfingen) | 2:05,39    |
| 5     | Gabi Kühn (SC Baden-Baden)              | 2:06,30    |
| 6     | Katrin Bröger (LG Braunschweig)         | 2:07,00    |
| 7     | Kathleen Friedrich (LAC Chemnitz)       | 2:07,62    |
| 8     | Annett Zierfuß (ESC Erfurt)             | 2:09,21    |

Datum: 22. Juni

### 1500 m
| Platz | Athletin, Verein                           | Zeit (min) |
| ----- | ------------------------------------------ | ---------- |
| 1     | Sylvia Kühnemund (SV Halle)                | 4:09,65    |
| 2     | Carmen Wüstenhagen (LG SCC Nike Berlin)    | 4:09,88    |
| 3     | Karen Hartmann (Schweriner SC)             | 4:11,84    |
| 4     | Ursula Friedmann (LG Offenburg)            | 4:16,77    |
| 5     | Steffi Kallensee (Eintracht Frankfurt)     | 4:16,79    |
| 6     | Heike Frantz (LG Hammer Park Hamburg)      | 4:18,97    |
| 7     | Christine Stief (LAC Quelle Fürth/München) | 4:19,58    |
| 8     | Christiane Soeder (ASV Köln)               | 4:21,20    |

Datum: 23. Juni

### 5000 m
| Platz | Athletin, Verein                                     | Zeit (min) |
| ----- | ---------------------------------------------------- | ---------- |
| 1     | Petra Wassiluk (ASC Darmstadt)                       | 15:42,06   |
| 2     | Claudia Lokar, geb. Borgschulze (TV Wattenscheid 01) | 15:42,67   |
| 3     | Dörte Köster (SC Empor Rostock)                      | 15:43,02   |
| 4     | Claudia Dreher (LG Olympia Dortmund)                 | 15:46,39   |
| 5     | Andrea Fleischer (LAC Quelle Fürth/München)          | 15:46,63   |
| 6     | Luminita Zaituc (LG Braunschweig)                    | 15:48,74   |
| 7     | Kathrin Wolf (LAC Quelle Fürth/München)              | 15:48,84   |
| 8     | Ingrid Fischer (TuS Rot-Weiß Koblenz)                | 16:29,97   |

Datum: 21. Juni

### 10.000 m
| Platz | Athletin, Verein                               | Zeit (min) |
| ----- | ---------------------------------------------- | ---------- |
| 1     | Kathrin Weßel, geb. Ullrich (OSC Berlin)       | 31:15,41   |
| 2     | Iris Biba (Eintracht Frankfurt)                | 32:16:45   |
| 3     | Dörte Köster (SC Empor Rostock)                | 32:46,63   |
| 4     | Melanie Kraus (ASV Köln)                       | 33:03,40   |
| 5     | Birgit Jerschabek (ABC Ludwigshafen)           | 33:27,12   |
| 6     | Tanja Kalinowski (ASC Rosellen/Neuss)          | 34:19,25   |
| 7     | Johanna Baumgartner (LAC Quelle Fürth/München) | 34:24,80   |
| 8     | Petra Maak, geb. Sander (ASC Rosellen/Neuss)   | 34:52,06   |

Datum: 16. Mai
fand in Koblenz statt

### Halbmarathon
| Platz | Athletin, Verein                               | Zeit (h)  |
| ----- | ---------------------------------------------- | --------- |
| 1     | Katrin Dörre-Heinig (LAC Quelle Fürth/München) | 1:11:15,2 |
| 2     | Dörte Köster (SC Empor Rostock)                | 1:13:50,3 |
| 3     | Andrea Fleischer (LAC Quelle Fürth/München)    | 1:14:21,4 |
| 4     | Doris Grossert (LG Braunschweig)               | 1:16:12,5 |
| 5     | Tanja Kalinowski (ASC Rosellen/Neuss)          | 1:16:42,6 |
| 6     | Martina Lehmann (LG Braunschweig)              | 1:17:03,7 |
| 7     | Johanna Baumgartner (LAC Quelle Fürth/München) | 1:17:07,8 |
| 8     | Stefanie Soeder (ASV Köln)                     | 1:19:21,9 |

Datum: 31. März
fand in Kaiserslautern statt

### Halbmarathon, Mannschaftswertung
| Platz | Verein, Besetzung                                                                     | Zeit (h) |
| ----- | ------------------------------------------------------------------------------------- | -------- |
| 1     | LAC Quelle Fürth/München (Katrin Dörre-Heinig, Andrea Fleischer, Johanna Baumgartner) | 3:42:43  |
| 2     | LG Braunschweig (Doris Grossert, Martina Lehmann, Katrin Bröger)                      | 3:55,19  |
| 3     | ASC Rosellen/Neuss (Tanja Kalinowski, Petra Maak, geb. Sander, Ute Jenke)             | 3:58:13  |
| 4     | LG Regensburg (Katharina Kaufmann, Andrea Scharrer, Gabi Reindl)                      | 4:10:30  |
| 5     | TVDB Bremen (Rebecka Weise-Jung, Christiane Golenia, Petra Liebertz)                  | 4:14:54  |
| 6     | LLC Marathon Regensburg (Bernadette Hudy, Ingrid Neber, Lenkner)                      | 4:22:46  |
| 7     | LTF Köllertal (Margret Ruppert, Gillert, Hertel)                                      | 4:26:15  |
| 8     | LG Nürnberg (Lieselotte Neumann, Rita Schober, Karin Kaulmann)                        | 4:28:21  |

28:21
Datum: 31. März
fand in Kaiserslautern statt

### Marathon
| Platz | Athletin, Verein                                     | Zeit (h) |
| ----- | ---------------------------------------------------- | -------- |
| 1     | Claudia Lokar, geb. Borgschulze (TV Wattenscheid 01) | 2:28:17  |
| 2     | Iris Biba (Eintracht Frankfurt)                      | 2:29:08  |
| 3     | Anke Laws (TSV Cottbus)                              | 2:41:03  |
| 4     | Manuela Veith (ABC Ludwigshafen)                     | 2:42:50  |
| 5     | Petra Maak, geb. Sander (ASC Rosellen/Neuss)         | 2:44:45  |
| 6     | Sonja Ambrosy (LC Breisgau)                          | 2:47:09  |
| 7     | Ursula Starke (VfL Wolfsburg)                        | 2:47:16  |
| 8     | Heike Gottheil (VfL Sindelfingen)                    | 2:47:29  |

Datum: 29. September
fand im Rahmen des Berlin-Marathons statt

### Marathon, Mannschaftswertung
| Platz | Verein, Besetzung                                                                  | Zeit (h) |
| ----- | ---------------------------------------------------------------------------------- | -------- |
| 1     | Eintracht Frankfurt (Iris Biba, Claudia Hille, Gabriele Huber)                     | 8:34:46  |
| 2     | ASC Rosellen/Neuss (Petra Maak, geb. Sander, Tanja Kalinowski, Ute Jenke)          | 8:44:54  |
| 3     | TV Geiselhöring 1862 (Traudl Haselbeck, Heidemarie Staller-Willer, Ilse Rühlemann) | 8:58:41  |
| 4     | LG Regensburg (Katharina Kaufmann, Andrea Scharrer, Doris Spanner)                 | 9:04:21  |
| 5     | LG Nürnberg (Renate Grimm, Rita Schober, Lieselotte Neumann)                       | 9:05:35  |
| 6     | OSC Berlin (Annette Wolfrom, Katharina-M. Stephan, Ann Scholtyssek)                | 9:05:57  |
| 7     | TSV Hagen 1860 (Michaela Wortmann, Dr. Diethild Drescher-Eigner, Ulrike Schädle)   | 9:11:51  |
| 8     | TV Mannheim-Rheinau 1893 (Constanze Wagner, Katrin Steinmetz, Angi Trück)          | 9:12:47  |

Datum: 29. September
fand im Rahmen des Berlin-Marathons statt

### 100-km-Straßenlauf
| Platz | Athletin, Verein                             | Zeit (h) |
| ----- | -------------------------------------------- | -------- |
| 1     | Jutta Philippin (Spvgg Renningen 1899)       | 7:55:05  |
| 2     | Ricarda Botzon (Harburger TB)                | 8:07:07  |
| 3     | Birgit Lennartz-Lohrengel (LLG St. Augustin) | 8:20:50  |
| 4     | Ulrike Steeger (LLG St. Augustin)            | 8:34:06  |
| 5     | Kerstin Gedig (LC Duisburg)                  | 8:50:13  |
| 6     | Laila Barthel (Ausdauersportteam Süßen)      | 8:46:34  |
| 7     | Antje Küpper (DLC Aachen)                    | 8:54:31  |
| 8     | Brigitte Ziegler (LSF Münster)               | 8:55:37  |

Datum: 19. Oktober
fand in Rodenbach (bei Hanau) statt

### 100-km-Straßenlauf, Mannschaftswertung –inoffiziell
| Platz | Verein, Besetzung                                          | Zeit (h) |
| ----- | ---------------------------------------------------------- | -------- |
| 1     | DLC Aachen (Antje Küpper, Maria Theißen, Marianne Gerards) | 27:37:50 |

Datum: 19. Oktober
fand in Rodenbach (bei Hanau) statt
inoffiziell, da nur eine Mannschaft in der Wertung

### 100 m Hürden
| Platz | Athletin, Verein                           | Zeit (s) |
| ----- | ------------------------------------------ | -------- |
| 1     | Birgit Wolf (VfL Sindelfingen)             | 13,11    |
| 2     | Gabi Roth (MTG Mannheim)                   | 13,15    |
| 3     | Katrin Blankenburg (LT Horst Dassler Köln) | 13,33    |
| 4     | Regina Ahlke (LC Paderborn)                | 13,37    |
| 5     | Heike Tillack (MTG Mannheim)               | 13,51    |
| 6     | Evelin Nagel (ASV Sankt Augustin)          | 13,74    |
| 7     | Heidi Straub (LAC Quelle Fürth/München)    | 13,80    |
| DSQ   | Caren Jung (MTG Mannheim)                  |          |

Datum: 23. Juni
Wind: +1,1 m/s

### 400 m Hürden
| Platz | Athletin, Verein                             | Zeit (s) |
| ----- | -------------------------------------------- | -------- |
| 1     | Silvia Rieger (TuS Eintracht Hinte)          | 54,85    |
| 2     | Heike Meißner (LG Dresdner SC)               | 54,94    |
| 3     | Gesine Schmidt (ATS Cuxhaven)                | 55,91    |
| 4     | Anja Höcke (LG Olympia Dortmund)             | 57,04    |
| 5     | Ulrike Ahlborn (TSG Bergedorf)               | 57,52    |
| 6     | Ulrike Urbansky (SC Magdeburg)               | 59,04    |
| 7     | Ulrike Schroth (TSV Sonthofen)               | 59,26    |
| 8     | Daniela Graiani (LAC Quelle Fürth/Münchenii) | 59,80    |

Datum: 23. Juni

### 4 × 100 m Staffel
| Platz | Verein, Besetzung                                                                           | Zeit (s) |
| ----- | ------------------------------------------------------------------------------------------- | -------- |
| 1     | LG Olympia Dortmund (Birgit Brodbeck, Silke-Beate Knoll, Katja Seidel, Andrea Philipp)      | 43,99    |
| 2     | LT Horst Dassler Köln (Katrin Blankenburg, Katja Werner, Ingeborg Leschnik, Melanie Chrzan) | 45,10    |
| 3     | TV Wattenscheid 01 (Ilka Lochthofen, Monika Gosciniak, Landsiedel, Carmen Bertmaring)       | 45,59    |
| 4     | LAC Quelle Fürth/München (Heidi Straub, Carla Verniest, Tina Schönmetzler, Daniela Messer)  | 45,67    |
| 5     | LG Staufen (Simone Wohlform, Mareike Müller, Heike Hanz, Charlotte Heilig)                  | 46,50    |
| 6     | LAV Bayer Uerdingen/Dormagen (Ippen, Elke Windolph, Michaela Frank, Anja Rehwald)           | 46,65    |
| 7     | TK Hannover (Selke, Andrea Scheibe, Ute Klocke, Silke Perkuhn)                              | 46,68    |
| 8     | OSC Berlin (Nadja Hack, Anja Schmitz, Claudia Diefenbach, Hugler)                           | 46,75    |

Datum: 22. Juni

### 4 × 400 m Staffel
| Platz | Verein, Besetzung                                                                            | Zeit (min) |
| ----- | -------------------------------------------------------------------------------------------- | ---------- |
| 1     | LG Bayer 04 Leverkusen (Carolin Broich, Aysel Kadioglu, Anke Feller, Linda Kisabaka)         | 3:33,03    |
| 2     | LG Dresdner SC (Karla Faulhaber, Susanne Merkel, Berit Bauer, Heike Meißner)                 | 3:35,18    |
| 3     | OSC Berlin (Claudia Diefenbach, Nadja Hack, Anja Schmitz, Marlies Hartlieb)                  | 3:38,49    |
| 4     | LG Sempt (Christine Huber, Sabine Schwarz, Karin Specht, Sabine Smieja)                      | 3:43,84    |
| 5     | LG Offenburg (Kersten-Wagner, Wahl, Tanja Schütt, Ursula Friedmann)                          | 3:46,54    |
| 6     | LAC Quelle Fürth/München (Manuela Rupprich, Nancy Bohge, Monika Weilhammer, Elke Dietel)     | 3:47,11    |
| 7     | TSG Weinheim (Heike Grimm, Stefanie Vögeli-Fandel, Heike Salzbrenner, Martina Geissler-Muck) | 3:49,96    |
| 8     | ART Düsseldorf (Grundmann, Daniela Kreft, Westerwalbesloh, Silke Büngener)                   | 3:51,64    |

Datum: 23. Juni

### 3 × 800 m Staffel
| Platz | Verein, Besetzung                                                              | Zeit (min) |
| ----- | ------------------------------------------------------------------------------ | ---------- |
| 1     | LG Braunschweig (Kristina Terheiden, Luminita Zaituc, Katrin Bröger)           | 6:24,83    |
| 2     | LAC Quelle Fürth/München (Monika Weilhammer, Elke Dietel, Christine Stief)     | 6:25,61    |
| 3     | ESC Erfurt (Sabine Klett, Gabriele Riemann, Anett Zierfuß)                     | 6:32,58    |
| 4     | Eintracht Frankfurt (Katja Müller, Iris Biba, Steffi Kallensee)                | 6:35,72    |
| 5     | LG VfB/Kickers Stuttgart (Britta Diebold, Ulrike Leins, Ann-Kristina Trottnow) | 6:36,58    |
| 6     | Berliner SC (Magarin, Otto, Hauke)                                             | 6:42,67    |
| 7     | TV Herxheim (Marika Böspflug, Hoffmann, Kirsten Birmelin)                      | 6:43,58    |
| 8     | TSG Weinheim (Heike Salzbrenner, Heike Grimm, Martina Geissler-Muck)           | 6:45,50    |

Datum: 7. Juli
fand in Erfurt im Rahmen der Deutschen Jugendmeisterschaften statt

### 5000-m-Bahngehen
| Platz | Athletin, Verein                                 | Zeit (min)  |
| ----- | ------------------------------------------------ | ----------- |
| 1     | Beate Gummelt, geb. Anders (LAC Halensee Berlin) | 20:31,58 DR |
| 2     | Simone Thust (LAC Halensee Berlin)               | 22:04,09000 |
| 3     | Annett Arnberg (LAZ Leipzig)                     | 22:25,65000 |
| 4     | Andrea Meloni (Diezer TSK Oranien)               | 22:53,89000 |
| 5     | Denise Friedenberger (LG SCC Nike Berlin)        | 23:25,83000 |
| 6     | Nicole Best (TV 1846 Groß-Gerau)                 | 23:45,39000 |
| 7     | Yvonne Dietrich (ASV Erfurt)                     | 24:33,06000 |
| 8     | Claudia Barthel (SV Kali Wolmirstedt)            | 23:34,58000 |

Datum: 21. Juni
Beate Gummelt stellte mit 20:31,58 min einen neuen deutschen Rekord auf.

### 10-km-Gehen
| Platz | Athletin, Verein                                 | Zeit (min) |
| ----- | ------------------------------------------------ | ---------- |
| 1     | Beate Gummelt, geb. Anders (LAC Halensee Berlin) | 43:38      |
| 2     | Kathrin Boyde (LC Breisgau)                      | 45:09      |
| 3     | Simone Thust (LAC Halensee Berlin)               | 47:31      |
| 4     | Sandy Leddin (TSV Erfurt)                        | 48:25      |
| 5     | Ute Volkmann (BSV AOK Leipzig)                   | 49:21      |
| 6     | Annett Arnberg (LAZ Leipzig)                     | 50:26      |
| 7     | Nicole Best (TV 1846 Groß-Gerau)                 | 50:48      |
| 8     | Yvonne Dietrich (ASV Erfurt)                     | 51:19      |

Datum: 28. April
fand in Naumburg (Saale) statt

### 10-km-Gehen, Mannschaftswertung
| Platz | Verein, Besetzung                                                                   | Zeit (h) |
| ----- | ----------------------------------------------------------------------------------- | -------- |
| 1     | TV 1846 Groß-Gerau (Nicole Best, Brigitte Berger, Dania Werner)                     | 2:44:54  |
| 2     | Turnverein Hassee-Winterbek Kiel (Antje Kahr, Regina Meinlschmidt, Angela Manegold) | 2:50:54  |

Datum: 28. April
fand in Naumburg (Saale) statt
nur 2 Mannschaften in der Wertung

### Hochsprung
| Platz | Athletin, Verein                                  | Höhe (m) |
| ----- | ------------------------------------------------- | -------- |
| 1     | Alina Astafei (USC Mainz)                         | 1,94     |
| 2     | Heike Henkel, geb. Redetzky (LG Bayer Leverkusen) | 1,90     |
| 3     | Daniela Rath (LAV Bayer Uerdingen/Dormagen)       | 1,86     |
| 4     | Manuela Aigner (Kieler TB)                        | 1,83     |
| 5     | Amewu Mensah (Berliner SC)                        | 1,83     |
| 6     | Kerstin Schlawitz (LG Dresdner SC)                | 1,80     |
| 7     | Mila Froberg (LG Bayer Leverkusen)                | 1,80     |
| 7     | Antje Petsche (TSG Halle-Neustadt)                | 1,80     |

Datum: 22. Juni

### Stabhochsprung
| Platz | Athletin, Verein                   | Höhe (m) |
| ----- | ---------------------------------- | -------- |
| 1     | Christine Adams (SuS Dinslaken)    | 4,15     |
| 2     | Anastasija Ryzih (LAZ Zweibrücken) | 4,15     |
| 3     | Daniela Köpernick (LG Potsdam)     | 3,90     |
| 4     | Andrea Müller (LAZ Zweibrücken)    | 3,80     |
| 4     | Nicole Rieger (ASV Landau)         | 3,80     |
| 6     | Janet Zach (LC Cottbus)            | 3,80     |
| 7     | Karin Hecht (SG Ludwigsburg)       | 3,70     |
| 8     | Tanja Cors (MTV Holzminden)        | 3,70     |

Datum: 21. Juni
Mit ihren 4,15 m stellte Siegerin Christine Adams eine neue deutsche Jahresbestleistung auf.

### Weitsprung
| Platz | Athletin, Verein                              | Weite (m) |
| ----- | --------------------------------------------- | --------- |
| 1     | Claudia Gerhardt (LAZ Rhede)                  | 6,66      |
| 2     | Sabine Braun (TV Wattenscheid 01)             | 6,48      |
| 3     | Stephanie Hort (SV Saar 05 Saarbrücken)       | 6,43      |
| 4     | Mona Steigauf (USC Mainz)                     | 6,37      |
| 5     | Antje Schiffer (LAC Chemnitz)                 | 6,19      |
| 6     | Michaela Frank (LAV Bayer Uerdingen/Dormagen) | 6,17      |
| 7     | Ulrike Schlechtweg (TSG Gießen-Wieseck)       | 6,14      |
| 8     | Sofia Schulte (SC Eintracht Hamm)             | 6,09      |

Datum: 21. Juni

### Dreisprung
| Platz | Athletin, Verein                                | Weite (m) |
| ----- | ----------------------------------------------- | --------- |
| 1     | Petra Lobinger, geb. Laux (LG Bayer Leverkusen) | 13,89     |
| 2     | Angela Barylla (TV Wattenscheid 01)             | 13,56     |
| 3     | Helga Radtke (LAC Quelle Fürth/München)         | 13,54     |
| 4     | Nkechi Madubuko (TV Wattenscheid 01)            | 13,32     |
| 5     | Tanja Borrmann (LG Bayer Leverkusen)            | 13,17     |
| 6     | Nicole Herschmann (OSC Berlin)                  | 13,13     |
| 7     | Natascha Schmidt (Grün-Weiß Bad Gandersheim)    | 12,92     |
| 8     | Ramona Molzan (LAC Quelle Fürth/München)        | 12,88     |

Datum: 23. Juni

### Kugelstoßen
| Platz | Athletin, Verein                       | Weite (m) |
| ----- | -------------------------------------- | --------- |
| 1     | Astrid Kumbernuss (SC Neubrandenburg)  | 20,58     |
| 2     | Kathrin Neimke (SC Magdeburg)          | 19,32     |
| 3     | Stephanie Storp (VfL Wolfsburg)        | 19,23     |
| 4     | Grit Hammer (LAC Quelle Fürth/München) | 19,09     |
| 5     | Claudia Mues (LG München)              | 18,12     |
| 6     | Nadine Kleinert (SC Magdeburg)         | 18,02     |
| 7     | Ines Wittich (LG Bayer Leverkusen)     | 17,56     |
| 8     | Ilona Beyer (TV Wattenscheid 01)       | 15,86     |

Datum: 23. Juni

### Diskuswurf
| Platz | Athletin, Verein                             | Weite (m) |
| ----- | -------------------------------------------- | --------- |
| 1     | Ilke Wyludda (LAC Chemnitz)                  | 67,36     |
| 2     | Franka Dietzsch (SC Neubrandenburg)          | 64,80     |
| 3     | Anja Gündler (OSC Berlin)                    | 62,54     |
| 4     | Jana Lauren (LG SCC Nike Berlin)             | 61,94     |
| 5     | Sabine Sievers (LG Bayer Leverkusen)         | 59,07     |
| 6     | Simone Schmitt (SG Ludwigsburg)              | 57,70     |
| 7     | Kathleen Hering (SC DHfK Leipzig)            | 55,70     |
| 8     | Marie-Louise Rütz (LG VfB/Kickers Stuttgart) | 55,68     |

Datum: 22. Juni

### Hammerwurf
| Platz | Athletin, Verein                         | Weite (m) |
| ----- | ---------------------------------------- | --------- |
| 1     | Inga Beyer (USC Mainz)                   | 60,36     |
| 2     | Simone Mathes (LAC Quelle Fürth/München) | 59,82     |
| 3     | Andrea Bunjes (SV Holtland)              | 58,94     |
| 4     | Kirsten Münchow (LG Porta Westfalica)    | 8,60      |
| 5     | Tina Schäfer (MTG Mannheim)              | 56,22     |
| 6     | Manuela Priemer (TB Jahn Wiesau)         | 56,18     |
| 7     | Yvette Raabe (OSC Berlin)                | 55,68     |
| 8     | Angelika Lindemann (Eintracht Frankfurt) | 53,72     |

Datum: 21. Juni

### Speerwurf
| Platz | Athletin, Verein                          | Weite (m) |
| ----- | ----------------------------------------- | --------- |
| 1     | Karen Forkel (SV Halle)                   | 66,78     |
| 2     | Silke Renk (SV Halle)                     | 66,08     |
| 3     | Steffi Nerius (LG Bayer Leverkusen)       | 65,62     |
| 4     | Tanja Damaske (OSC Berlin)                | 65,56     |
| 5     | Manuela Alizadeh (LAV Tübingen)           | 57,92     |
| 6     | Yvonne Reichardt (SV Saar 05 Saarbrücken) | 57,80     |
| 7     | Juliane Hoffmann (SV Halle)               | 55,30     |
| 8     | Susanne Aures (DJK Weiden)                | 53,92     |

Datum: 23. Juni

### Siebenkampf
| Platz | Athletin, Verein                           | Leistung (Pkte) |
| ----- | ------------------------------------------ | --------------- |
| 1     | Sabine Braun (TV Wattenscheid 01)          | 6402            |
| 2     | Mona Steigauf (USC Mainz)                  | 6232            |
| 3     | Astrid Retzke (SV Halle)                   | 6039            |
| 4     | Heike Blassneck (LAC Quelle Fürth/München) | 5805            |
| 5     | Sabine Smieja (LG Sempt)                   | 5640            |
| 6     | Gesine Schmidt (ATS Cuxhaven)              | 5566            |
| 7     | Ulrike Schroth (TSV Sonthofen)             | 5428            |
| 8     | Silke Knut (LG Bayer Leverkusen)           | 5398            |

Datum: 8./9. September
fand in Vaterstetten statt

### Siebenkampf, Mannschaftswertung
| Platz | Verein, Besetzung                                                                | Leistung (Pkte) |
| ----- | -------------------------------------------------------------------------------- | --------------- |
| 1     | LG Sempt (Karin Specht – geb. Ertl, Sabine Smieja, Christine Huber)              | 16.775          |
| 2     | USC Mainz (Mona Steigauf, Kerstin Mönch, Wenke Fallen)                           | 15.885          |
| 3     | TSG Gießen-Wieseck (Ulrike Schlechtweg, Susanne Stalitza, Frauke Platner)        | 15.112          |
| 4     | LAV Bayer Uerdingen/Dormagen (Kristin Burckhardt, Andrea Essers, Kathrin Schulz) | 13.516          |
| 5     | LT Horst Dassler Köln (Wibke Köller, Heide Hedtstück, Heike Mayer)               | 11.713          |

Datum: 8./9. September
fand in Vaterstetten statt
nur 5 Mannschaften in der Wertung

### CrosslaufMittelstrecke –3,5 km
| Platz | Athletin, Verein                                  | Zeit (min) |
| ----- | ------------------------------------------------- | ---------- |
| 1     | Luminita Zaituc (LG Braunschweig)                 | 11:37      |
| 2     | Kathrin Wolf (LAC Quelle Fürth/München)           | 11:48      |
| 3     | Kristina da Fonseca-Wollheim (LG SCC Nike Berlin) | 12:04      |
| 4     | Andrea Fleischer (LAC Quelle Fürth/München)       | 12:28      |
| 5     | Claudia Lenz (LAC Quelle Fürth/München)           | 12:30      |
| 6     | Susanne Wildner (LAG Mittlere Isar)               | 12:33      |
| 7     | Astrid Wingler (TSV Crailsheim)                   | 12:42      |
| 8     | Kathrin Luxenhofer (TG Viktoria Augsburg)         | 12:49      |

Datum: 30. November/1. Dezember
fand in Hamburg statt

### CrosslaufMittelstrecke –3,5 km, Mannschaftswertung
| Platz | Verein, Besetzung                                                            | Platzziffer |
| ----- | ---------------------------------------------------------------------------- | ----------- |
| 1     | LAC Quelle Fürth/München (Kathrin Wolf, Andrea Fleischer, Claudia Lenz)      | 11          |
| 2     | LG Braunschweig (Luminita Zaituc, Katrin Bröger, Martina Leusmann)           | 26          |
| 3     | LAG Mittlere Isar (Susanne Wildner, Susanne Falkenstein, Melanie Hohenester) | 43          |
| 4     | LG München (Petra Pansegrau, Grazyna Duakala, Immerz)                        | 44          |
| 5     | Post-SV Trier (Caroline de Corbier, Bettina Moll, Petra Kolz)                | 66          |

Datum: 30. November/1. Dezember
fand in Hamburg statt
nur 5 Mannschaften in der Wertung

### CrosslaufLangstrecke –5,3 km
| Platz | Athletin, Verein                                     | Zeit (min) |
| ----- | ---------------------------------------------------- | ---------- |
| 1     | Claudia Lokar, geb. Borgschulze (TV Wattenscheid 01) | 17:54      |
| 2     | Kathrin Wolf (LAC Quelle Fürth/München)              | 18:01      |
| 3     | Petra Maak, geb. Sander (ASC Rosellen/Neuss)         | 18:44      |
| 4     | Tanja Kalinowski (ASC Rosellen/Neuss)                | 19:06      |
| 5     | Johanna Baumgartner (LAC Quelle Fürth/München)       | 19:10      |
| 6     | Andrea Fleischer (LAC Quelle Fürth/München)          | 19:30      |
| 7     | Ute Haarmann (LG Wipperfürth)                        | 19:40      |
| 8     | Karen Friedrichsen (TSV Langenhorn)                  | 19:49      |

Datum: 30. November/1. Dezember
fand in Hamburg statt

### CrosslaufLangstrecke –5,3 km, Mannschaftswertung
| Platz | Verein, Besetzung                                                              | Platzziffer |
| ----- | ------------------------------------------------------------------------------ | ----------- |
| 1     | LAC Quelle Fürth/München (Kathrin Wolf, Johanna Baumgartner, Andrea Fleischer) | 13          |
| 2     | ASC Rosellen/Neuss (Petra Maak – geb. Sander, Tanja Kalinowski, Ute Jenke)     | 16          |
| 3     | SV Saar 05 Saarbrücken (Nicole Frank, Mathieu, Heike Lottmann)                 | 50          |
| 4     | Post-SV Trier (Marlies Klas, Caroline de Corbier, Monika Vieh)                 | 59          |

Datum: 30. November/1. Dezember
fand in Hamburg statt
nur 4 Mannschaften in der Wertung

### Berglauf8,9 km
| Platz | Athletin, Verein                               | Zeit (min) |
| ----- | ---------------------------------------------- | ---------- |
| 1     | Johanna Baumgartner (LAC Quelle Fürth/München) | 54:05,4    |
| 2     | Anneliese Weber (TuS Mindelheim)               | 54:51,0    |
| 3     | Jennifer Wischnath (Ausdauersportteam Süßen)   | 55:58,5    |
| 4     | Walburga Maier (LG Chiemgau Süd)               | 59:15,3    |
| 5     | Elke Hiebl (WSV Bodenmais)                     | 59:2600    |
| 6     | Andrea Wever (LG Menden)                       | 60:0400    |
| 7     | Susanne Wildner (LAG Mittlere Saar)            | 60:3500    |
| 8     | Dorothee Steinborn (LG Wipperfürth)            | 61:0100    |

Datum 29. September
fand in Bergen (Chiemgau) im Rahmen des Hochfellnberglaufs statt

### Berglauf8,9 km, Mannschaftswertung
| Platz | Verein, Besetzung                                                                 | Platzziffer |
| ----- | --------------------------------------------------------------------------------- | ----------- |
| 1     | LAC Quelle Fürth/München (Johanna Baumgartner, Ursula Schedel, Silke Hennersdorf) | 33          |
| 2     | LG Wipperfürth (Ute Haarmann, Dorothee Steinborn, Ulrike Grote)                   | 34          |
| 3     | TSV Bad Endorf (Elisabeth Nenninger, Hubmeier, Angela Axenbeck)                   | 59          |
| 4     | LC Alender Spion Susanne Christ-Priem (Traudel Christ-Scherer, Bartsch)           | 59          |

Datum 29. September
fand in Bergen (Chiemgau) im Rahmen des Hochfellnberglaufs statt
nur 4 Mannschaften in der Wertung